# Roydon Masters
Pas d'image ? Cliquez ici
Roydon Masters, né le 15 octobre 1941 à Newtown (Australie), est un entraîneur australien de rugby à XIII.
Natif de Sydney, il a une petite expérience de joueur avant d'obtenir en 1963 un diplôme d'entraîneur. C'est dans ce rôle qu'il obtient de nombreux succès dans le Championnat de Nouvelle-Galles du Sud. Après diverses expériences dans les sections jeunes et adjoint, il prend en main en 1978 le club des Western Magpies avec lesquels il devient l'un des entraîneurs les plus en vue du championnat remportant la saison régulière en 1978. Il prend ensuite en main les St. George Dragons de 1982 à 1987 avec une finale perdue disputée en 1985.

## Palmarès d'entraîneur
- Collectif :
  - Vainqueur de la saison régulière du Championnat de Nouvelle-Galles du Sud : 1978 (Western Magpies) et 1985 (St. George).
  - Finaliste du Championnat de Nouvelle-Galles du Sud : 1985 (St. George).

- Individuel :
  - Nommé meilleur entraîneur du Championnat de Nouvelle-Galles du Sud : 1980 (Western Magpies) et 1985 (St. George).